# .an
.an es el dominio de nivel superior geográfico (ccTLD) para las Antillas Neerlandesas.